# Upper Atmosphere Research Satellite
Upper Atmosphere Research Satellite, también conocido por su acrónimo UARS, fue un satélite artificial de la NASA lanzado el 12 de septiembre de 1991 desde el transbordador espacial Discovery en la misión STS-48. 

## Objetivos
UARS fue diseñado para estudiar los procesos físicos y químicos que tienen lugar en las capas altas de la atmósfera, entre 15 y 100 km de altura. El satélite proporcionaba mediciones de la estructura interna de la atmósfera y de las influencias externas que actúan sobre ella, como la radiación solar y los campos eléctricos, entre otras. El objetivo específico de UARS era estudiar la entrada y salida de energía en la atmósfera superior, la fotoquímica, la dinámica y la relación entre todos esos procesos.

## Características
El satélite estaba estabilizado en los tres ejes mediante volantes de inercia. El control de actitud se llevaba a cabo mediante seguidores estelares, sensores de Tierra y una unidad de referencia inercial con una precisión de 20 segundos de arco. La electricidad la producía un panel solar de 1,5 x 3,3 m que genera 1,6 kW de potencia y que recarga 3 baterías con una capacidad de 50 amperios-hora cada una. La propulsión se llevaba a cabo mediante diversas toberas alimentadas por hidracina. Las comunicaciones se realizaban en banda S mediante antenas de baja ganancia y mediante una antena direccional de alta ganancia.

## Instrumentos
- Cryogenic Limb Array Etalon Spectrometer (CLEAS)
- Improved Stratospheric and Mesospheric Sounder (ISAMS)
- Microwave Limb Sounder (MLS)
- Halogen Occultation Experiment (HALOE)
- High Resolution Doppler Imager (HRDI)
- Wind Imaging Interferometer (WINDII)
- Solar-Stellar Irradiance Comparison Experiment (SOLSTICE)
- Solar Ultraviolet Spectral Irradiance Monitor (SUSIM)
- Particle Environment Monitor (PEM)
- Active Cavity Radiometer Irradiance Monitor (ACRIM II)

## Fin de misión y reingreso a la Tierra
En 2005, el satélite se quedó sin combustible y dejó de operar. A principios de septiembre de 2011, la NASA informó que el satélite reingresaría de forma incontrolada a la Tierra a fines de dicho mes o principios de octubre en algún punto de la Tierra entre los paralelos 57ºN y el 57ºS
El 24 de septiembre de 2011 la NASA informa vía Twitter que el satélite entró en la atmósfera sobre el océano Pacífico y debido a mensajes sin confirmar en Twitter se presume que restos cayeron sobre Canadá, cerca de la ciudad de Okotoks, al sur de Calgary.